# 高松地方裁判所
高松地方裁判所（たかまつちほうさいばんしょ）は、香川県高松市にある日本の地方裁判所の一つで、香川県を管轄している。略称は、高松地裁（たかまつちさい）。丸亀・観音寺に支部を置いている。

## 概説
高松地方裁判所には高松市に置かれている本庁のほか、丸亀市、観音寺市の2市に地方裁判所と家庭裁判所の支部を設置しているほか、前述の3箇所にくわえ善通寺市、土庄（小豆郡土庄町）の2箇所を加えた5箇所に簡易裁判所を設置している。また高松、丸亀の2つの検察審査会も設置されている。

## 所在地

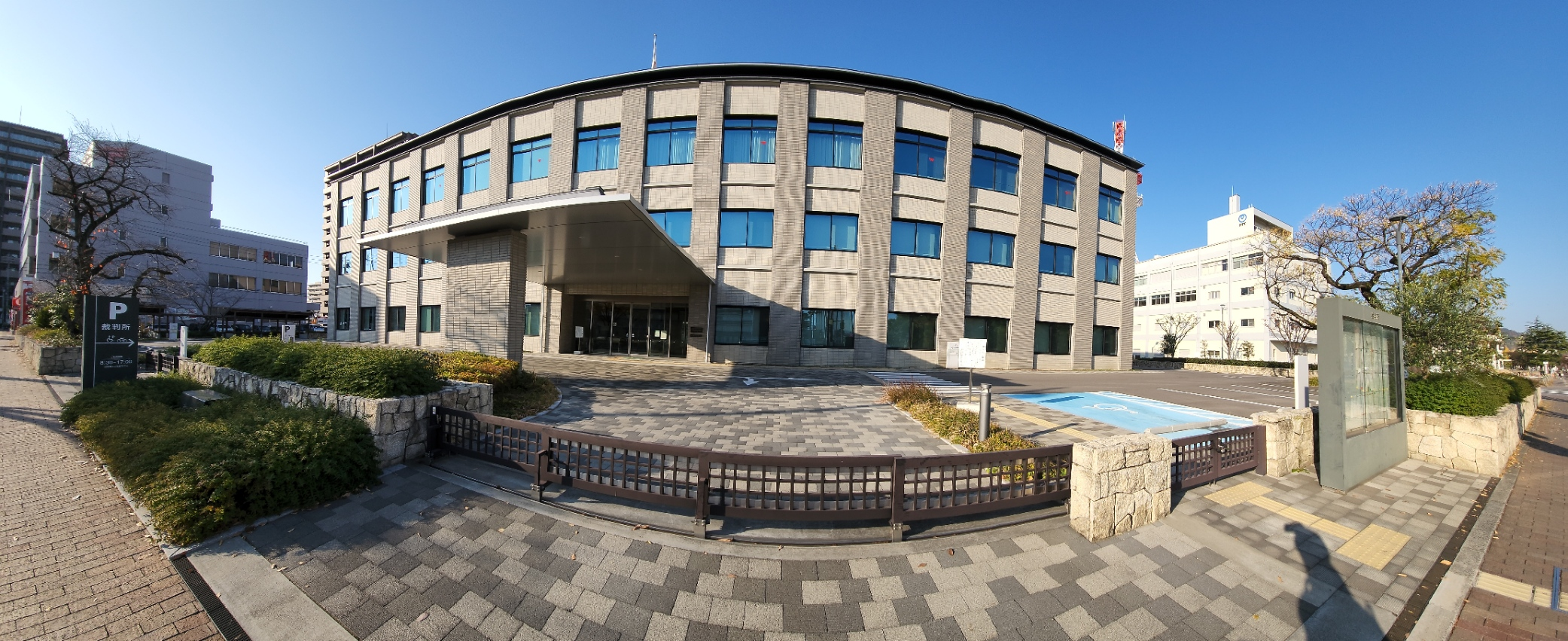
丸亀簡易裁判所

- 本庁：香川県高松市丸の内1-36　北緯34度20分51.2秒 東経134度2分57.5秒 / 北緯34.347556度 東経134.049306度
JR予讃線, 高徳線高松駅から中央通り南徒歩7分
- 丸亀支部：香川県丸亀市大手町3丁目4-1　北緯34度17分14.8秒 東経133度47分46.6秒 / 北緯34.287444度 東経133.796278度
JR予讃線丸亀駅から南徒歩10分
- 観音寺支部：香川県観音寺市観音寺町甲2804-1　北緯34度7分44.7秒 東経133度38分50.3秒 / 北緯34.129083度 東経133.647306度
JR予讃線観音寺駅から北西徒歩15分

## 管轄
本庁
- 高松簡易裁判所
  - 高松市、さぬき市、東かがわ市、丸亀市（旧綾歌郡綾歌町）、木田郡三木町、香川郡直島町、綾歌郡綾川町、
- 土庄簡易裁判所
  - 小豆郡土庄町、小豆島町

丸亀支部
- 丸亀簡易裁判所
  - 丸亀市（旧綾歌郡綾歌町を除く。）、坂出市、仲多度郡多度津町、綾歌郡宇多津町
- 善通寺簡易裁判所
  - 善通寺市、仲多度郡琴平町、まんのう町

観音寺支部
- 観音寺簡易裁判所
  - 観音寺市、三豊市

※ただし、裁判員の参加する刑事裁判、行政事件、執行事件（不動産競売）は本庁で、観音寺支部管内の合議事件は丸亀支部でそれぞれ取り扱う。

## 歴代所長
（任期、後職）
- 位野木益雄（1969年 - 1973年 東京地方裁判所長）
- 藤田清臣（2001年11月 - 2003年8月 依願退官[1]）
- 武田和博（2003年8月 - 2005年2月 大阪高等裁判所部総括判事[2]）
- 溝淵勝（2005年2月 - 2007年2月 定年退官[3]）
- 佐藤武彦（2007年2月 - 2010年3月 定年退官[4]）
- 八木正一（2010年3月 - 2011年5月 東京高等裁判所部総括判事[5]）
- 小佐田潔（2011年5月 - 2013年11月 大阪高等裁判所部総括判事[6]）
- 豊澤佳弘（2013年11月 - 2016年4月 東京高等裁判所部総括判事[7]）
- 畠山稔（2016年4月 - 2017年3月 東京高等裁判所部総括判事[8]）
- 村上正敏（2017年3月 - 2019年2月 東京高等裁判所部総括判事[9]）
- 岸日出夫（2019年2月 - 2020年12月 長野地方・家庭裁判所長[10]）
- 黒野功久 (2020年12月 - 2023年5月 大阪高等裁判所部総括判事[11])
- 谷口安史（2023年5月 - [12]）

## 主な担当事案
- 1947年（昭和22年）12月8日 - 榎井村事件。無期懲役判決（高松高裁における再審により1994年3月22日無罪判決）。
- 1952年（昭和27年）2月20日 - 財田川事件。死刑判決（再審により1984年3月12日無罪判決）。
- 1985年（昭和60年）1月25日 - 高松右翼団体職員リンチ殺人事件。懲役12年判決ほか。裁判長：安芸保寿。
- 2003年（平成15年）1月31日 - 小鳩幼児園児童虐待死事件。懲役10年判決。裁判長：髙梨雅夫。
- 2008年（平成20年）3月11日 - 丸亀新聞配達員強盗殺人事件（少年事件）。無期懲役判決。裁判長：菊池則明。
- 2009年（平成21年）10月14日 - 坂出3人殺害事件。死刑判決。裁判長：菊池則明。